# Gochar
Gochar (o Gauchar) è una suddivisione dell'India, classificata come nagar panchayat, di 7.278 abitanti, situata nel distretto di Chamoli, nello stato federato dell'Uttarakhand. In base al numero di abitanti la città rientra nella classe V (da 5.000 a 9.999 persone).

## Geografia fisica
La città è situata a 30° 16' 38 N e 79° 09' 07 E e ha un'altitudine di 800 m s.l.m.. Gochar si trova sulla riva sinistra del fiume Alaknanda, sulla National Highway 58.

## Società

### Evoluzione demografica
Al censimento del 2001 la popolazione di Gochar assommava a 7.278 persone, delle quali 4.196 maschi e 3.082 femmine. I bambini di età inferiore o uguale ai sei anni assommavano a 851, dei quali 466 maschi e 385 femmine. Infine, coloro che erano in grado di saper almeno leggere e scrivere erano 5.918, dei quali 3.578 maschi e 2.340 femmine. In aggiunta c'è un afflusso medio di circa 2000 persone al giorno.